# Lista de senhores de Salinas
 Lista dos Senhores de Salinas (Espanha) 
- Pedro de Velasco, senhor de Salinas.
- António de Velasco, senhor de Salinas.
- Diogo Perez Sarmiento, senhor de Salinas e de Villamayor (1340 - ?)
- Diogo Pérez Sarmiento, 3º senhor de Salinas.
- Luís de Velasco, senhor de Salinas.
- Fernão de Abreu, senhor do morgado de Serra e Salinas (1400 - ?)